# 謝瑞仁
謝瑞仁（1909年1月4日—1950年9月30日），日治臺南廳蔴荳區（今台南市麻豆區）人，台灣總督府台北醫學專門學校畢業，麻豆街執業醫師，麻豆鎮長、麻豆鎮農會常務理事。省工委麻豆支部案時遭到逮捕，以麻豆支部案首判死刑，1950年9月30日於馬場町被槍決。

## 生平

### 仁心仁術
謝瑞仁，日治臺南廳蔴荳區人，1909年1月4日生，1922年考上新成立的台南州立第二中學校，畢業後順利考上台灣總督府台北醫學專門學校，可說是台籍菁英的代表，畢業後在故鄉麻豆街執業醫師，為人和善，笑口常開，對於弱勢民眾都予以方便甚至不收費用，風評很好，當地人稱為「瘋醫師」，知道日本人欺負台灣人，因此他也有民族意識。

### 棄醫從政
麻豆是黃信國醫師開業所在，黃醫師為台灣農民組合的中央委員，在日治時期後期與「台灣共產黨 」都是左翼重要社團，同時也凝聚了當地的菁英，讓在地青年熱衷地方事務，保護鄉土，種下左翼思想的種子，影響林書揚、蔡榮守等人。1945年日本戰敗後，麻豆當地組織了「還中會」，這個社團主要是向社會介紹國府政治形勢與國共兩黨關係的社團，由謝瑞仁與蔡國禮醫師贊助財務運作，台灣光復時成立「義務警察隊」、「調解委員會」等組織，活躍於地方，甚至在二二八時期，「麻豆自衛隊」成員也多出自「還中會」。
1947年二二八事件後謝瑞仁思想左傾，1947年10月透過省工委成員介紹認識了李媽兜並加入組織，陸續吸收有志成員加入，1949年謝瑞仁的同學林書揚曾在表哥莊孟侯醫師家巧遇謝瑞仁，莊提及「下了野的黨首怎可以忽視人民厭戰心理，怎可妨礙黨決議中的和平建國的原則呢?」。受到台北醫專學長莊孟侯的影響謝瑞仁棄醫從政，麻豆鎮民代表聯名支持，1948年9月高票當選首任麻豆鎮民選鎮長，1950年1月去職鎮長職務轉任麻豆鎮農會常務理事，並於改選後當選理事長。

### 省工委麻豆支部案
1950年1月蔡孝乾遭到逮捕，省工委成員相繼落網，肅清匪諜一時風聲鶴唳，1950年5月，台南新化分局接獲自首份子李天生供詞，將所屬省工委麻豆支部成員供出，並連帶透漏台南市工委及書記李媽兜的情資，台南市警局於是大舉展開搜捕，台南市工委案的第二號人物楊德全與楊崇烈的落網與自新更造成整個組織的瓦解，李媽兜落網後雖坦承供出整個組織關係，卻依舊遭到槍決。
麻豆案部份李天生係由謝瑞仁所吸收加入組織之成員，謝瑞仁先後吸收了郭天生、郭耀勛、孫清誥、李鐵丁、張木火等人，而李天生也吸收了蔡國禮醫師加入組織。本案共牽連三十六人，其中謝瑞仁、張木火與蔡國禮都因為係居於領導或吸收成員等因素而遭判處死刑，同案中更有九人遭判無期徒刑，是懲治叛亂條例實施後，南部破獲最大的叛亂案。

### 爭議
麻豆案並非由保密局所偵破的叛亂案，而係由台南市警察體系所破獲，當時只是省工委案第一次遭到偵破，也並未公布獎勵辦法（戡亂時期檢肅匪諜給獎辦法係1955年之後公布實施），確實導致了省工委要角李媽兜及其所發展組織的瓦解，但對於麻豆案仍有爭議。對於謝瑞仁是否加入共產黨，一說為謝瑞仁參與麻豆鎮農會常務理事長選舉，當選後旋即遭到逮捕，疑因選舉地方派系傾軋，導致遭到特務鎖定加以殺戮
。 

### 身後
雖為執業醫師，卻因為熱心鄉里事務，謝瑞仁死後沒有留下恆產，僅留下一宅。家人三餐無以為繼，幸賴遺孀經營花店及親友接濟得以將五名子女扶養長大成人。

### 紀念
2016年7月15日起到2017年2月19日止，在景美人權文化園區展出「醫人治世的先覺者—白色恐怖時期醫師群像特展」，紀念展期間展出中共臺灣省工作委員會麻豆支部案愛鄉愛民遭政治迫害的謝瑞仁醫師。

### 平反
2018年10月5日，促進轉型正義委員會促轉三字第1075300110B號函文，正式撤銷受難者林慶雲君等1270人之刑事有罪判決暨其刑，其中(39)安潔字第 1802 號，有關謝瑞仁共同意圖以非法之方法顛覆政府而著手實行之有罪判決暨其刑及沒收之宣告正式撤銷。